# Cirkónium
A cirkónium az átmenetifémek közé tartozó kémiai elem. Rendszáma 40, vegyjele Zr, nyelvújításkori neve jácany. Ezüstfehér színű, jól alakítható, nagy szilárdságú fém, az olvadáspontja 1857 °C. Kémiailag ellenálló. Főként ötvözőelemként használják, például acélötvözetek készítésére. A vegyületeiben főként +4 oxidációs számmal található meg.
Neve arab eredetű: zargun = aranyszínű. Ez a cirkondrágakő elnevezése, amelyben Martin Heinrich Klaproth az elemet felfedezte 1789-ben. Elemi állapotban Jöns Jakob Berzelius állította elő 1824-ben.

## Kémiai tulajdonságai
A tömör cirkónium ellenáll a levegő oxigénjének, drót formájában azonban meggyújtható. Égésekor cirkónium-dioxid keletkezik. Kémiailag ellenálló alacsonyabb hőmérsékleteken. A sósav, a kénsav és a salétromsav még magasabb hőmérsékleten is alig oldja. Királyvízben, illetve a hidrogén-fluorid oldatában viszont könnyen feloldódik.

## Előfordulása a természetben
A természetben rendkívül szétszórtan található meg, gyakorlatilag minden szilikátkőzetben előfordul. A legfontosabb ásványa a cirkon (ZrSiO4).

## Előállítása
Az előállítás során természetes alapanyagokból indulnak ki. Cirkónium-dioxidot a legfontosabb ásványaiból, a cirkonhomokból és a cirkonföldből nyerik. A magas minőségű végtermék szempontjából a megfelelő szemcseméret és az anyag tisztasága nélkülözhetetlen.

## Felhasználása

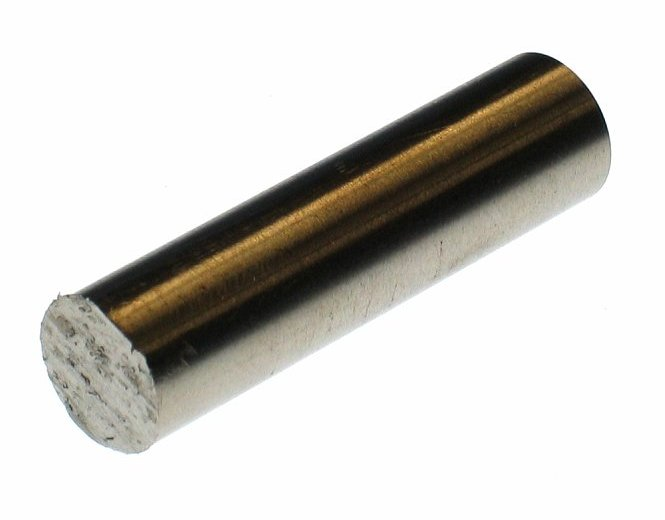
Cirkóniumrúd

- Atomerőművekben reaktorszerkezeti anyag. Az acélnál sokkal kevésbé nyeli el a neutronokat, jól bírja a reaktor magjában uralkodó viszonyokat. A gyújtóbombák és nyomjelző lövedékek köpenye is cirkóniumból készül. A cirkónium-oxid a csiszolótárcsák, dörzspapírok bevonata.
- A cirkónium-dioxid a kerámiához hasonló tulajdonságokkal bíró de azzal nem összetévesztendő anyag. A fogászatban és a különlegesen nagy hajlítószilárdságot igénylő esetekben használják.
- Cirkóniummal dezoxidálják az acélolvadékot acélgyártás során.